# Земельный фонд
Земельный фонд — общая площадь земель в границах отдельных землепользователей или административно-территориальных единиц.
В мировой земельный фонд (также земельный фонд планеты) обычно включается вся поверхность суши, кроме Антарктиды (иногда также Гренландии).
На уровне страны в земельный фонд включаются суша и внутренние воды, внутри фонда выделяются:
- земли сельскохозяйственного назначения;
- земли поселений;
- земли промышленности, транспорта, связи;
- земли особо охраняемых территорий;
- земли лесного фонда;
- земли водного фонда;
- земли запаса (не выделенные в собственность, владение, пользование или аренду).